# بيمينس
بلدية بيمينس (بالإسبانية: Bimenes) هي بلدية تقع في منطقة أستورياس شمال غرب إسبانيا.

## الديموغرافيا
بلغ عدد سكان بلدية بيمينس 1.901 نسمة عام 2011 (وفقاً للمعهد الوطني للإحصاء الإسباني).
| 2.285 | 2.212 | 2.071 | 1.941 | 1.929 | 1.880 | 1.901 |

## توأمة
لبيمينس اتفاقيات توأمة مع كل من:
- ميراندا دودوئورو
- الفرسية [الإنجليزية]‏